# Scorodophloeus
Scorodophloeus là một chi thực vật có hoa trong họ Đậu.